# 南平镇 (重庆市)
南平镇，是中华人民共和国重庆市南川区下辖的一个乡镇级行政单位。

## 行政区划
南平镇下辖以下地区：
陈家场社区、红锋村、石庆村、花盆村、天马村、水丰村、景秀村、玉龙村、兴湖村、永安村、红山村和云雾村。